# Vallée de Conches
La vallée de Conches (Goms ou Gommertal en allemand) est une vallée suisse située à cheval sur le demi-district de Rarogne oriental et le district de Conches dans le canton du Valais.

## Géographie
Prolongeant la vallée du Rhône jusqu'à sa source au glacier du Rhône, la vallée de Conches est très réputée pour ses 100 kilomètres de pistes de ski de fond.
Mis à part la vallée du Rhône, la vallée de Conches est l'une des plus grandes vallées du Valais. Elle compte de nombreuses vallées latérales drainées par de petits cours d'eau qui se jettent tous dans le Rhône. On trouve sur la rive droite le Chietal, l’Obertal, le Niedertal, le Trützital, le Minstigertal, le Bieligertal et le Fieschertal et sur la rive gauche le Geretal, l’Agenetal, le Blinnental, le Rappetal et le Binntal.

## Gentilé
Les habitants de la vallée sont appelés les Conchards.

## Événement
Durant l'été 2022, la vallée de Conches accueille le Camp fédéral scout qui réunit environ 30 000 personnes sur deux semaines.